# Federico Bravo
Federico Bravo (Jesús María, Córdoba, 5 de octubre de 1993) es un futbolista argentino. Juega de volante central (o marcador central) en Chacarita Juniors, equipo de la Primera B Nacional segunda división del Futbol Argentino.

## Trayectoria

### Boca Juniors
Nacido en Jesús María, juega su sexto año en el Boca Juniors, club al que fue vendido en poco más de 12 mil dólares por Racing de Nueva Italia, donde Bravo hizo gran parte de su carrera juvenil estando en el club desde los 4 años.
Llegó a Boca Juniors, luego de que el Captador Xeneize Diego Mazzilli le dé el visto bueno en una prueba de Jugadores que se realizó en Jesús María, Córdoba. . El 26 de enero de 2013 hizo su debut profesional como mediocampista en el Boca Juniors,   en el segundo tiempo en un partido amistoso frente a Independiente, el encuentro se disputó en el Estadio José María Minella de Mar del Plata. El mismo terminó 3 a 0 a favor de Boca Juniors con dos goles de Juan Manuel Martínez y uno de Santiago Silva.
El domingo 31 de marzo debutó oficialmente con la camiseta de Boca Juniors por la fecha 7 en el empate 1 a 1 con Argentinos Juniors.
El 1 de mayo de 2013 debutó oficialmente en partidos internacionales en el marco de la bombonera por la Copa Libertadores en el cual Boca superó a Corinthians por 1 a 0. Luego, el 5 de ese mes juega su primer superclásico oficial frente a River Plate partido que terminó 1 a 1 entre ambos equipos con goles de Lanzini y Silva, teniendo una aceptable actuación.

### New York City F.C.
El volante firmó para el equipo yankee, a préstamo por un año cuya opción de compra es de alrededor de 1.500.000 de dólares.

### Sarmiento de Junín
En 2021 es nuevo refuerzo de Sarmiento 

## Estadísticas

### Clubes
| Club                          | Div.                | Temporada           | Liga  | Liga  | Liga   | Copas nacionales | Copas nacionales | Copas nacionales | Torneos internacionales | Torneos internacionales | Torneos internacionales | Total | Total | Total  |
| Club                          | Div.                | Temporada           | Part. | Goles | Asist. | Part.            | Goles            | Asist.           | Part.                   | Goles                   | Asist.                  | Part. | Goles | Asist. |
| ----------------------------- | ------------------- | ------------------- | ----- | ----- | ------ | ---------------- | ---------------- | ---------------- | ----------------------- | ----------------------- | ----------------------- | ----- | ----- | ------ |
| Boca Juniors Argentina        | 1.ª                 | 2012-13             | 9     | 0     | 0      | —                | —                | —                | 2                       | 0                       | 0                       | 11    | 0     | 0      |
| Boca Juniors Argentina        | 1.ª                 | 2013-14             | 16    | 0     | 1      | —                | —                | —                | —                       | —                       | —                       | 16    | 0     | 1      |
| Boca Juniors Argentina        | 1.ª                 | 2014                | 8     | 0     | 0      | —                | —                | —                | —                       | —                       | —                       | 8     | 0     | 0      |
| Boca Juniors Argentina        | 1.ª                 | 2015                | 1     | 0     | 0      | —                | —                | —                | 1                       | 0                       | 0                       | 2     | 0     | 0      |
| Boca Juniors Argentina        | Total club          | Total club          | 34    | 0     | 1      | 0                | 0                | 0                | 3                       | 0                       | 0                       | 37    | 0     | 1      |
| New York F. C. Estados Unidos | 1.ª                 | 2016                | 23    | 0     | 0      | —                | —                | —                | —                       | —                       | —                       | 23    | 0     | 0      |
| New York F. C. Estados Unidos | Total club          | Total club          | 23    | 0     | 0      | 0                | 0                | 0                | 0                       | 0                       | 0                       | 23    | 0     | 0      |
| Panetolikos · Grecia          | 1.ª                 | 2016-17             | 9     | 0     | 0      | —                | —                | —                | —                       | —                       | —                       | 9     | 0     | 0      |
| Panetolikos · Grecia          | 1.ª                 | 2017-18             | 14    | 0     | 0      | 2                | 0                | 0                | —                       | —                       | —                       | 16    | 0     | 0      |
| Panetolikos · Grecia          | Total club          | Total club          | 23    | 0     | 0      | 2                | 0                | 0                | 0                       | 0                       | 0                       | 25    | 0     | 0      |
| Patronato Argentina           | 1.ª                 | 2018-19             | 16    | 1     | 1      | 2                | 0                | 0                | —                       | —                       | —                       | 18    | 1     | 1      |
| Patronato Argentina           | Total club          | Total club          | 16    | 1     | 1      | 2                | 0                | 0                | 0                       | 0                       | 0                       | 18    | 1     | 1      |
| Atlético Tucumán Argentina    | 1.ª                 | 2019-20             | 13    | 0     | 0      | 2                | 0                | 0                | 1                       | 0                       | 0                       | 16    | 0     | 0      |
| Atlético Tucumán Argentina    | Total club          | Total club          | 13    | 0     | 0      | 2                | 0                | 0                | 1                       | 0                       | 0                       | 16    | 0     | 0      |
| Riga FC Letonia               | 1.ª                 | 2020                | 2     | 0     | 1      | 2                | 0                | 0                | —                       | —                       | —                       | 4     | 0     | 1      |
| Riga FC Letonia               | Total club          | Total club          | 2     | 0     | 1      | 2                | 0                | 0                | 0                       | 0                       | 0                       | 4     | 0     | 1      |
| Sarmiento (J) Argentina       | 1.ª                 | 2021                | 17    | 0     | 1      | 10               | 0                | 0                | —                       | —                       | —                       | 27    | 0     | 1      |
| Sarmiento (J) Argentina       | Total club          | Total club          | 17    | 0     | 1      | 10               | 0                | 0                | 0                       | 0                       | 0                       | 27    | 0     | 1      |
| Deportes Antofagasta · Chile  | 1.ª                 | 2022                | 25    | 0     | 0      | 5                | 0                | 0                | 7                       | 0                       | 0                       | 37    | 0     | 0      |
| Deportes Antofagasta · Chile  | Total club          | Total club          | 25    | 0     | 0      | 5                | 0                | 0                | 7                       | 0                       | 0                       | 37    | 0     | 0      |
| San Martín (T) Argentina      | 2.ª                 | 2023                | 11    | 0     | 0      | 0                | 0                | 0                | —                       | —                       | —                       | 11    | 0     | 0      |
| San Martín (T) Argentina      | Total club          | Total club          | 11    | 0     | 0      | 0                | 0                | 0                | 0                       | 0                       | 0                       | 11    | 0     | 0      |
| Total en su carrera           | Total en su carrera | Total en su carrera | 164   | 1     | 4      | 23               | 0                | 0                | 11                      | 0                       | 0                       | 198   | 1     | 4      |
| 1. 2. 3.                      |                     |                     |       |       |        |                  |                  |                  |                         |                         |                         |       |       |        |

## Palmarés

### Campeonatos nacionales
| Título           | Club               | País      | Año  |
| ---------------- | ------------------ | --------- | ---- |
| Primera División | Boca Juniors       | Argentina | 2015 |
| Copa Argentina   | Boca Juniors       | Argentina | 2015 |
| Virslīga         | Riga Football Club | Letonia   | 2020 |